# Joe Benjamin
Joe Benjamin (* 4. November 1919 in Atlantic City als Joseph Rupert Benjamin; † 26. Januar 1974 in Livingston) war ein US-amerikanischer Bassist des Swing und des Modern Jazz.

## Leben und Wirken
„Joe“ Benjamin begann zunächst mit dem Violinstudium, ging dann zum Bass über und spielte zu Beginn seiner Profikarriere 1944 im Trio des Pianisten Benny Payne, 1946 bei Mercer Ellington und 1950 bei Billy Taylor. Ab 1951 war er in Big Bands wie der von Artie Shaw, Fletcher Henderson, Sy Oliver und Duke Ellington (Harlem Suite) beschäftigt. 1952 spielte er mit Dizzy Gillespie in Paris und war an dessen Aufnahmen für Disques Vogue beteiligt (Cognac Blues). 1953 bis 1955 war er Begleitmusiker für Sarah Vaughan; er wirkte u. a. an ihrer legendären Session mit Clifford Brown und Herbie Mann mit. 1953 arbeitete er im Trio des Pianisten Arnold Ross; mit Ross und Gillespie weilte Benjamin im Oktober 1954 erneut in Paris und spielte dort mit Don Byas und Henri Renaud. 1957 spielte er in Mal Waldrons Trio; es begleitete die Sängerinnen Billie Holiday und Ella Fitzgerald bei deren Auftritten auf dem Newport Jazz Festival. Ebenfalls 1957 ging er mit Gerry Mulligan auf Europatournee und arbeitete dort mit Rolf Kühn; 1957/58 arbeitete er mit Louis Armstrong, Buddy Tate und Rex Stewart. 1958 bildete er mit Ellis Larkins ein Duo und spielte kurz im Dave Brubeck Quartet. Im März 1959 begleitete er Billie Holiday bei ihrer letzten Aufnahmesession vor ihrem Tode.
Zu Beginn der 1960er Jahre war er an Schallplatten-Aufnahmen von Max Roach, (Alone Together), Roland Kirk/Jack McDuff (Kirk's Work und Funk underneath 1961), Jerome Richardson, Harry Sweets Edison, Barry Harris, Joe Williams, Clark Terry (Mellow Moods 1961) und den Prestige Blues Swingers beteiligt, zu den Vic Dickenson, Pee Wee Russell und Buddy Tate gehörten. 1964 wirkte er an Kenny Burrells Produktion Guitar Forms mit. 1968 trat er mit Clark Terrys Band in Newport auf.
In der Nachfolge von Aaron Bell war Benjamin einer der letzten Bassisten, die für Duke Ellington arbeiteten; er war an dessen großen Suiten, wie der  New Orleans Suite und der Afro-Eurasian Suite beteiligt sowie an den Sessions von 1970 bis 1972, die auf Pablo als The Intimate Ellington und Up in Duke's Workshop veröffentlicht wurden.